# Climat du Québec

Zones climatiques au Québec selon la classification de Köppen :
Climat continental humide (Dfb)
Climat subarctique (Dfc)
Climat polaire de toundra (ET)

Le climat du Québec est caractérisé par une très forte amplitude thermique, avec des écarts de températures considérables entre l'été et l'hiver et entre le sud et le nord. En raison de sa grande superficie (1,6 million de km2), on y retrouve plusieurs climats, allant du climat continental humide jusqu'au climat polaire en passant par le climat subarctique.

## Description

### Résumé
Les quatre saisons sont très marquées au Québec. Leur durée est plutôt similaire. Ces variations climatiques jouent un rôle majeur dans la culture québécoise. La réalité saisonnière est néanmoins différente dans la portion nord du Québec, et plus particulièrement le Nunavik, où le climat est globalement plus rude à l'année. Si la température varie beaucoup au fil des saisons, les précipitations sont généralement stables tout au long de l'année dans l'ensemble du Québec.

### Variations saisonnières
Le printemps marque la transition entre la neige et la pluie. Les inondations peuvent être importantes en fonction de l'épaisseur du couvert de neige et de la montée rapide des températures. Le dernier gel survient généralement à la fin du mois d'avril à Montréal et au début du mois de mai à Québec. Le temps des sucres, de la mi-mars et la mi-avril, marque une période où la température est près du point de congélation. Malgré des remontées parfois spectaculaires du mercure, il faut attendre la fin d'avril avant d'observer des températures stables au-delà des 10 °C. Mai est un mois de transition avec des températures nocturnes fraîches.
L'été débute traditionnellement avec la fin de l'année scolaire en juin. Le climat peut être chaud et humide dans le sud du Québec. Juillet est le mois le plus chaud, suivi d'août. Une « vague de chaleur extrême », au Québec, est définie comme étant une période de 3 jours consécutifs où la température maximale dépasse les 31 °C à 33 °C, selon les régions. Septembre est un mois de transition avec des températures contrastées entre le jour et la nuit.
L'automne est caractérisé par la saison des couleurs qui se déroule de la fin septembre à la mi-octobre, au moment des premiers gels et avec la diminution de la durée du jour. Un été indien se produit en moyenne un automne sur deux, avec parfois 2 voire exceptionnellement 3 épisodes. La première neige tombe généralement au tournant du mois de novembre.
L'hiver québécois est réputé pour être enneigé et froid. Selon MétéoMédia, il est divisé en trois parties. La première est celle de l'installation, à partir du mois de novembre, où on observe des poussées d'air froid et du verglas. Durant le Temps des Fêtes, la neige au sol est d'environ 15 cm à Montréal, 25 cm à Gaspé et 40 cm à Québec. La deuxième partie, le cœur de l'hiver, s'étire de l'Épiphanie à la Saint-Valentin. C'est la période la plus froide, avec la descente vers le sud du vortex polaire. Les températures basses permettent d'écarter les systèmes dépressionnaires, offrant un temps un peu plus ensoleillé et sec. La dernière partie, celle du déclin de l'hiver, voit la fin des températures très froides. C'est toutefois la période la plus active pour les tempêtes de neige, faisant augmenter encore plus le couvert neigeux à l'approche du printemps et amplifiant l'impression d'un hiver long. 

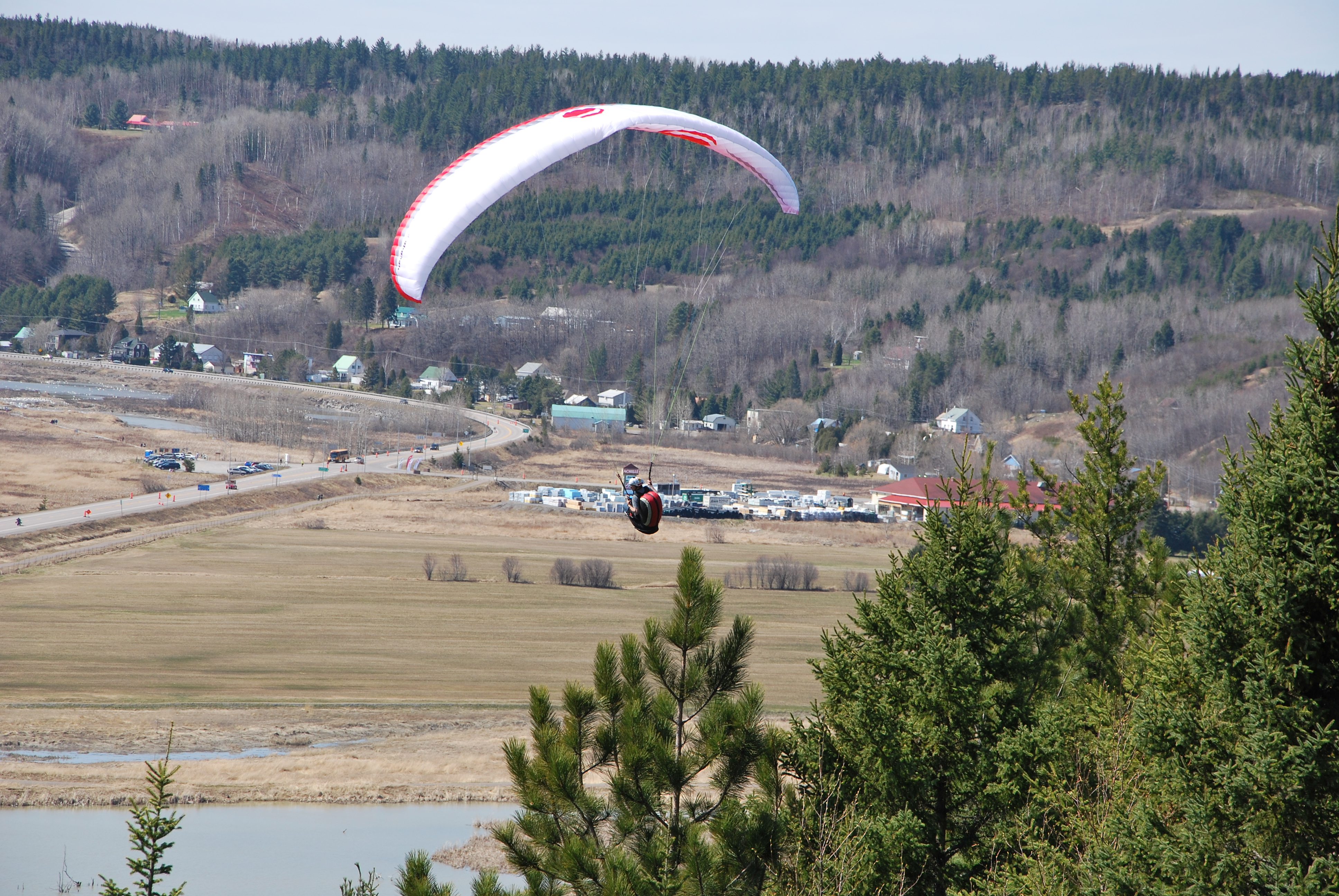
Printemps
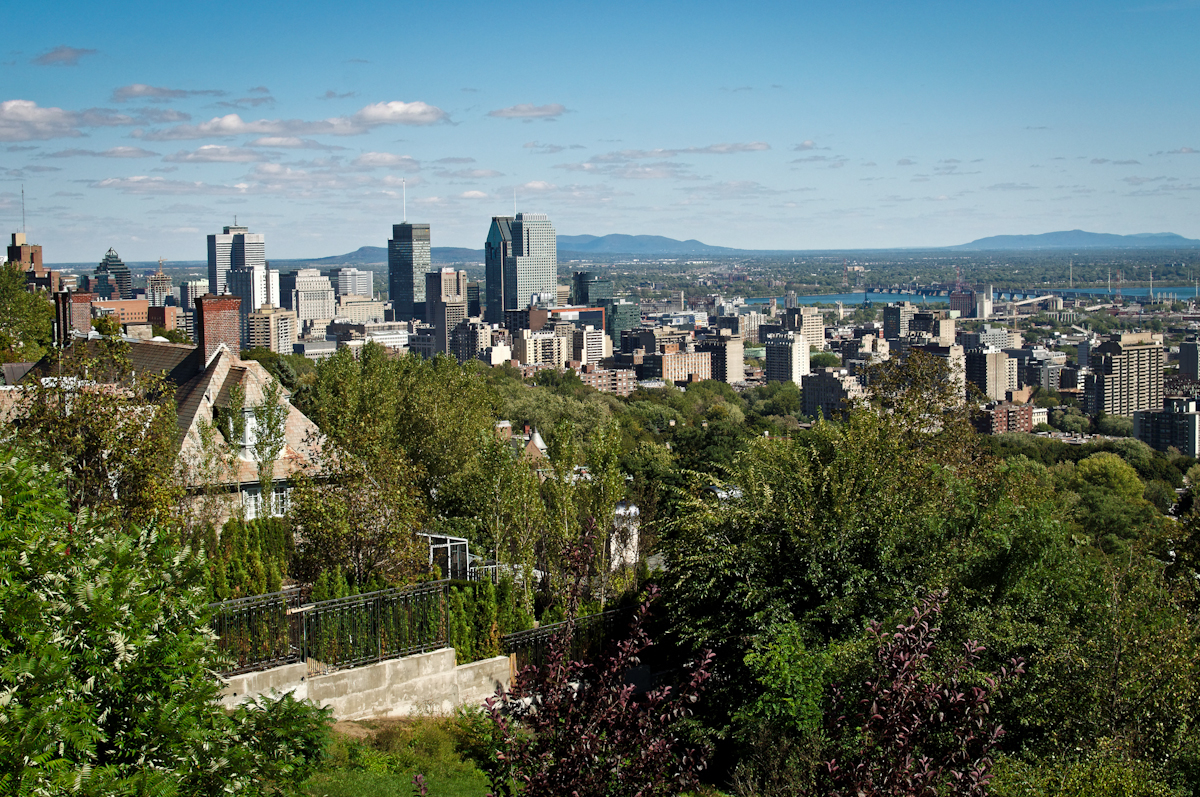
Été
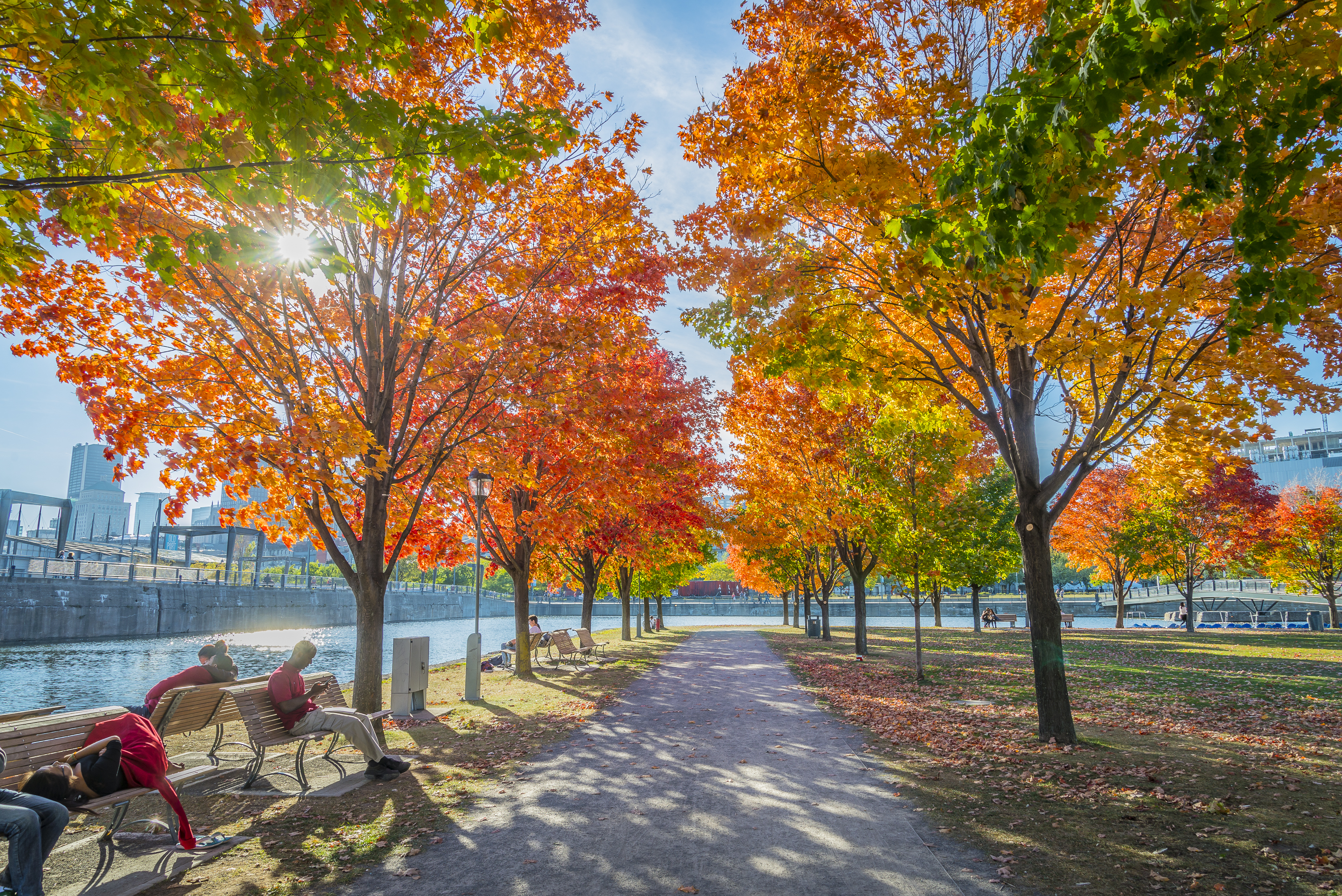
Automne
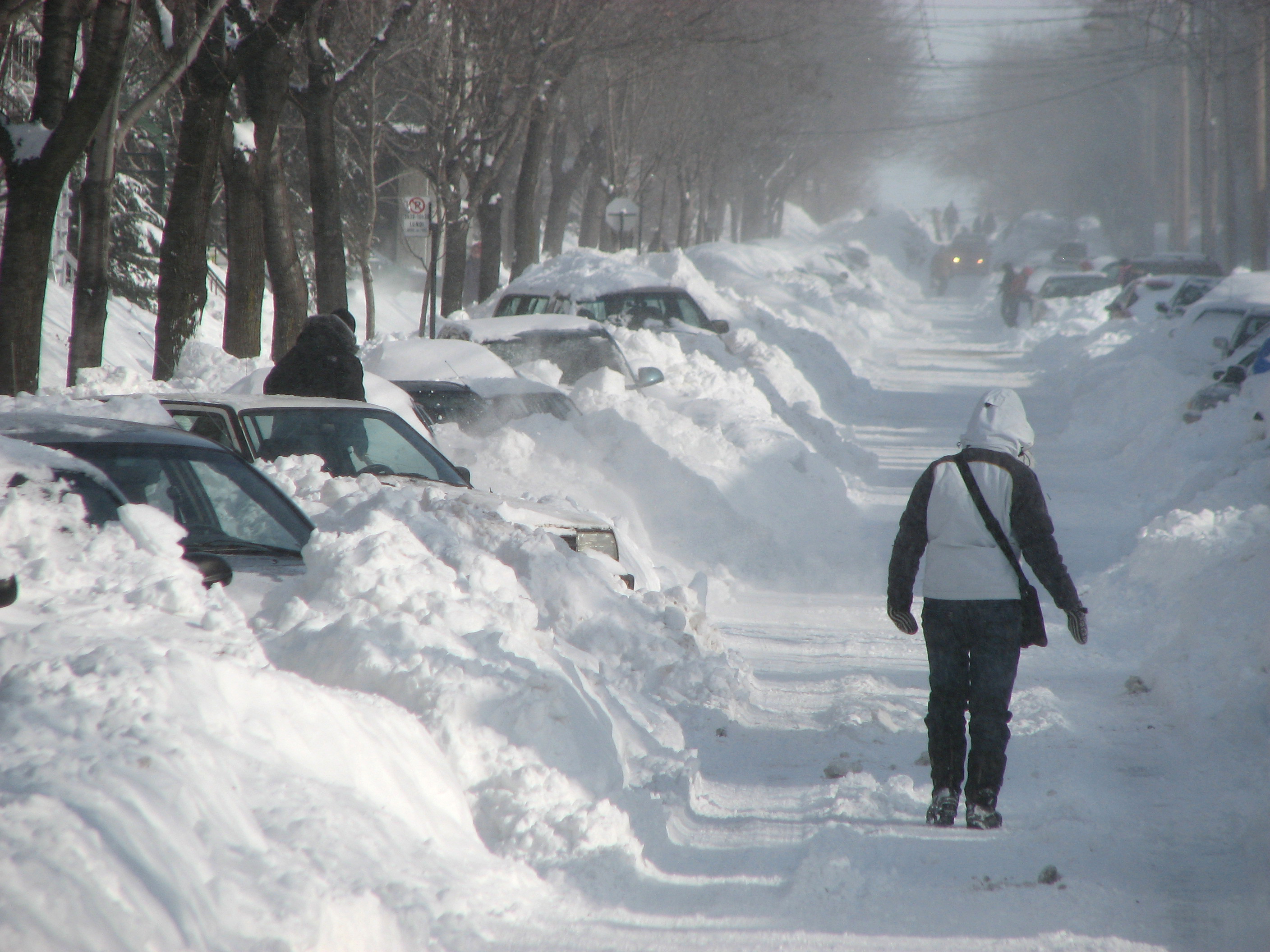
Hiver

## Régions climatiques
Selon la classification de Köppen, on retrouve trois types de climat au Québec.

### Climat continental humide avec été tempéré
Un climat continental humide avec été tempéré (type Dfb de la classification de Köppen) couvre tout le sud du Québec qui inclut tous les secteurs entre la frontière américaine jusqu'à la partie habité du Saguenay-Lac-Saint-Jean inclusivement (au sud du 49e parallèle nord), à l'exception de la réserve faunique des Laurentides, des hauts plateaux du massif du Lac Jacques-Cartier et de la Gaspésie. La majorité de la population québécoise vit sous ce climat.
Les précipitations y sont régulières tout au long de l'année, sous forme de pluie durant l'été et sous forme de neige durant l'hiver. Les chutes de neige sont abondantes, totalisant en moyenne 2,75 mètres. Une première neige peut survenir aussi tôt qu'en octobre, mais elle ne s'accumule qu'à partir de novembre ou décembre. Le relief des Laurentides et des Appalaches conjugué à un taux d’humidité élevé augmentent les précipitations annuelles dans les régions montagneuses.
La température est caractérisée par une forte amplitude thermique entre l'été et l'hiver. En moyenne durant le jour, en juillet, elle atteint 23 °C, tandis qu'en janvier, elle ne dépasse pas −10 °C. Ces conditions permettent la présence de forêts de feuillus dans les basses-terres du Saint-Laurent tandis que plus au nord ou avec l'altitude, la forêt est mixte. Il existe des différences de températures importantes à l'intérieur de la zone. La température moyenne annuelle globale est de 2 °C, mais elle est plus précisément de 7 °C à Montréal, 4 °C à Québec et 0 °C à Chibougamau.
| Mois                              | jan.  | fév.  | mars | avril | mai  | juin | jui. | août | sep. | oct. | nov. | déc.  | année |
| --------------------------------- | ----- | ----- | ---- | ----- | ---- | ---- | ---- | ---- | ---- | ---- | ---- | ----- | ----- |
| Température minimale moyenne (°C) | −15   | −13,8 | −8   | 0,6   | 7,6  | 13   | 15,7 | 14,5 | 10,2 | 3,8  | −2,2 | −10,3 | 1,3   |
| Température moyenne (°C)          | −10,3 | −8,6  | −2,7 | 6,1   | 13,5 | 18,7 | 21,2 | 20,1 | 15,4 | 8,4  | 1,8  | −6,1  | 6,5   |
| Température maximale moyenne (°C) | −5,5  | −3,4  | 2,5  | 11,6  | 19,3 | 24,5 | 26,8 | 25,7 | 20,7 | 13   | 5,8  | −2    | 11,6  |
| Précipitations (mm)               | 66,9  | 52    | 55,6 | 82,5  | 81,1 | 93,3 | 94,3 | 93,1 | 92,5 | 93,5 | 102  | 81,8  | 988,6 |
| dont pluie (mm)                   | 27    | 19,3  | 28,7 | 75,7  | 81,1 | 93,3 | 94,3 | 93,1 | 92,5 | 92,8 | 88,6 | 39,3  | 825,8 |
| dont neige (cm)                   | 39,8  | 32,6  | 25,6 | 6,7   | 0    | 0    | 0    | 0    | 0    | 0,7  | 13   | 40,5  | 158,9 |

Les « Noël verts », où la neige au sol est complètement absente un 25 décembre, sont assez rares, bien que les probabilités ont augmenté dans les dernières années. Pour la période 1955-2019, Montréal a 25% de chances de vivre ce phénomène tandis que ce pourcentage n'est que de 3% à Québec. D'ailleurs, le climat des deux villes se distingue significativement sur le plan des chutes de neige (158 cm contre 304 cm). 
| Mois                              | jan.  | fév.  | mars | avril | mai   | juin  | jui.  | août  | sep.  | oct.  | nov.  | déc.  | année   |
| --------------------------------- | ----- | ----- | ---- | ----- | ----- | ----- | ----- | ----- | ----- | ----- | ----- | ----- | ------- |
| Température minimale moyenne (°C) | −16,6 | −14,4 | −8,9 | −0,7  | 5,8   | 11,1  | 14    | 13,1  | 8,3   | 2,5   | −3,8  | −11,6 | −0,1    |
| Température moyenne (°C)          | −12,1 | −9,6  | −4,1 | 4,1   | 11,5  | 16,8  | 19,6  | 18,4  | 13,1  | 6,7   | −0,4  | −7,8  | 4,7     |
| Température maximale moyenne (°C) | −7,6  | −4,8  | 0,7  | 8,9   | 17,1  | 22,5  | 25,1  | 23,8  | 18    | 10,9  | 3     | −4    | 9,5     |
| Précipitations (mm)               | 102,5 | 84    | 80,3 | 91,6  | 116   | 119,3 | 137,7 | 112,1 | 118,2 | 110,9 | 110,7 | 104,2 | 1 287,6 |
| dont pluie (mm)                   | 22,9  | 18,9  | 41,1 | 79,3  | 115,9 | 119,3 | 137,7 | 112,1 | 118,2 | 109   | 79    | 29,4  | 982,8   |
| dont neige (cm)                   | 79,6  | 65,1  | 39,2 | 12,4  | 0,1   | 0     | 0     | 0     | 0     | 2     | 31,7  | 74,8  | 304,8   |

Dans l'est du Québec, le climat est légèrement plus maritime en raison de la proximité du golfe du Saint-Laurent avec l'océan Atlantique. L'effet modérateur de la mer permet des températures plus douces, faisant bénéficier des villes côtières comme Rimouski ou Sept-Îles de températures hivernales semblables à celles de villes plus au sud. Cette région, surtout l'extrême Est, est parfois affectée par des dépressions post-tropicales issues de cyclones ou tempêtes atlantiques déversant des quantités appréciables de précipitations et des vents forts.

### Climat subarctique
Un climat subarctique (type Dfc de la classification de Köppen) couvre le Québec entre le 51e et le 58e parallèle nord. Les précipitations y sont régulières tout au long de l'année, sous forme de pluie durant l'été et sous forme de neige durant l'hiver. La température moyenne est sous le point de congélation entre les mois de novembre et avril. Il se différencie du climat continental du sud par ses étés plus courts et plus frais. Les précipitations y sont aussi moins importantes, avec en moyenne 490 mm de pluie et 270 cm de neige. La région est couverte par la taïga, composée principalement de conifères adaptés au froid. 
| Mois                              | jan.  | fév.  | mars  | avril | mai  | juin | jui.  | août  | sep.  | oct. | nov.  | déc.  | année |
| --------------------------------- | ----- | ----- | ----- | ----- | ---- | ---- | ----- | ----- | ----- | ---- | ----- | ----- | ----- |
| Température minimale moyenne (°C) | −28,1 | −26,6 | −19,5 | −9,7  | −2,3 | 3,8  | 7,4   | 7     | 2,4   | −3,7 | −12,2 | −22,3 | −8,7  |
| Température moyenne (°C)          | −22,1 | −19,8 | −13,3 | −3,5  | 3,6  | 10,1 | 13,5  | 12,6  | 7,2   | 0,1  | −7,8  | −16,9 | −3    |
| Température maximale moyenne (°C) | −16   | −13   | −6,7  | 2,5   | 9,7  | 16,4 | 19,6  | 18,2  | 12    | 3,8  | −3,6  | −11,6 | 2,6   |
| Précipitations (mm)               | 48,3  | 37,7  | 45,6  | 37,2  | 51,2 | 87,1 | 123,8 | 107,7 | 103,9 | 71,2 | 62,4  | 52,7  | 828,7 |
| dont pluie (mm)                   | 0,7   | 0,4   | 1,2   | 13,3  | 39,5 | 86,5 | 123,8 | 107,7 | 103,1 | 46,9 | 10,8  | 1,2   | 535,2 |
| dont neige (cm)                   | 47,6  | 37,3  | 43,7  | 25,5  | 10,5 | 0,4  | 0     | 0     | 0,9   | 24,2 | 50,1  | 51,3  | 291,5 |

Les températures et les précipitations moyennes diminuent progressivement vers le nord. La température moyenne annuelle est de −3 °C, mais elle descend à −6 °C à Kuujjuaq complètement au nord de la zone climatique. L'ouest et le nord, donnant sur les baies d'Hudson et d'Ungava, reçoivent moins de précipitations que le sud et l'est.
| Mois                              | jan.  | fév.  | mars  | avril | mai  | juin | jui. | août | sep. | oct. | nov.  | déc.  | année |
| --------------------------------- | ----- | ----- | ----- | ----- | ---- | ---- | ---- | ---- | ---- | ---- | ----- | ----- | ----- |
| Température minimale moyenne (°C) | −29,3 | −29,7 | −24,4 | −14,6 | −4,2 | 2,5  | 6,2  | 6,1  | 2,2  | −3,3 | −11,9 | −24,2 | −10,4 |
| Température moyenne (°C)          | −24,5 | −24,6 | −18,9 | −9,5  | −0,3 | 7,3  | 11,6 | 10,9 | 6    | −0,3 | −8,3  | −19,6 | −5,9  |
| Température maximale moyenne (°C) | −19,7 | −19,4 | −13,4 | −4,3  | 3,6  | 12,1 | 17   | 15,7 | 9,7  | 2,6  | −4,8  | −15,1 | −1,3  |
| Précipitations (mm)               | 35,9  | 29,2  | 31,1  | 26    | 28,8 | 46,6 | 54,3 | 72,8 | 61,7 | 50,8 | 50,3  | 33,6  | 521,2 |
| dont pluie (mm)                   | 0     | 0,7   | 0,2   | 3     | 14   | 37,8 | 54,2 | 72,8 | 56,2 | 24,4 | 2     | 0,6   | 265,7 |
| dont neige (cm)                   | 36,1  | 28,7  | 30,9  | 22,8  | 14,6 | 8,6  | 0,1  | 0,1  | 5,6  | 26,5 | 48,7  | 33,1  | 255,8 |

### Climat arctique

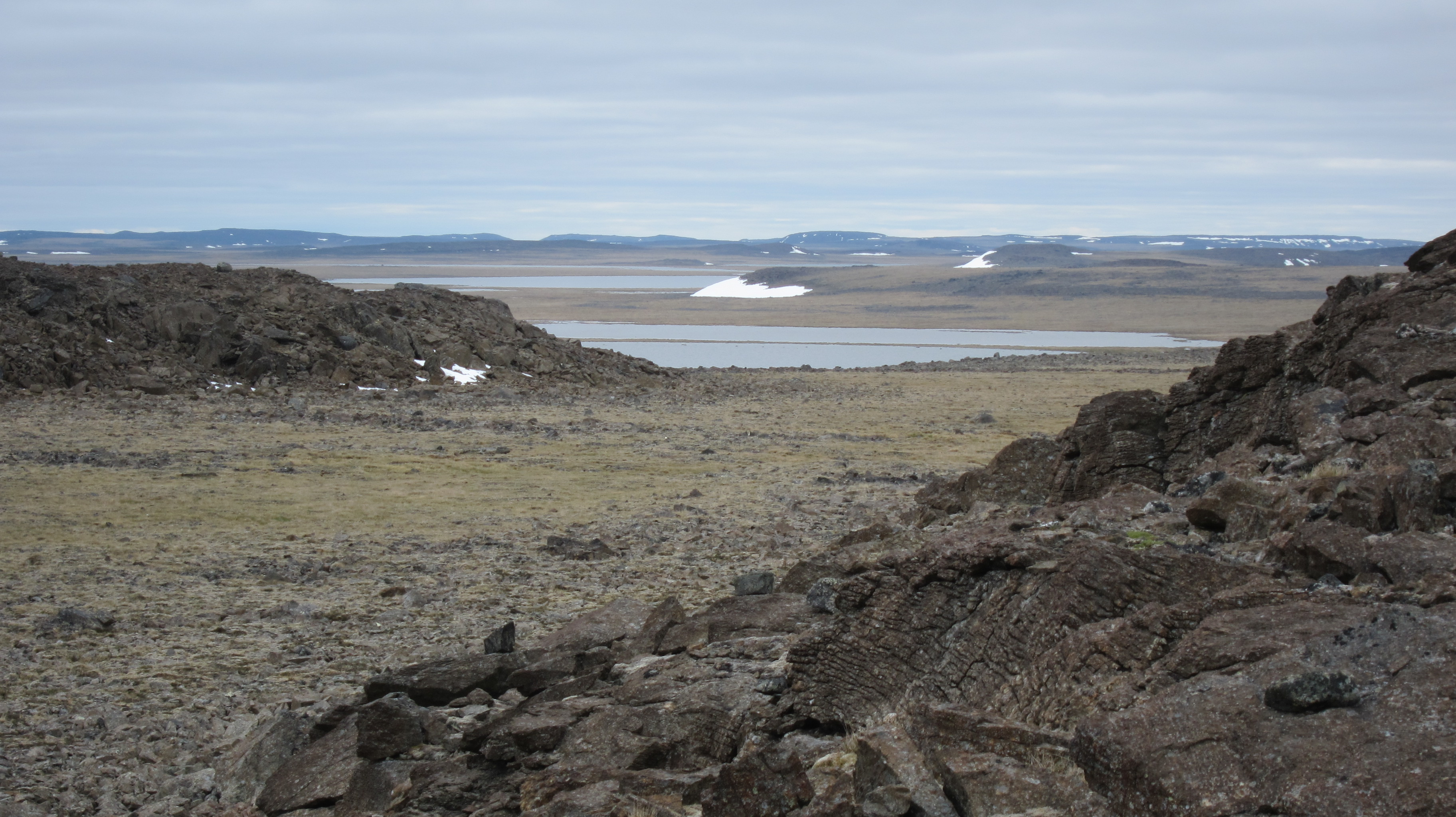
Paysage du Nunavik en juillet.

La partie du Québec située au-delà du 58e parallèle nord possède un climat polaire de type toundra (type ET de la classification de Köppen). Il couvre principalement la péninsule d'Ungava et les monts Torngat. Ce climat est caractérisé par des températures froides à l'année et peu de précipitations.
La température moyenne est sous le point de congélation durant huit mois, d’octobre à mai. Durant certaines périodes de froid extrême, la température peut descendre jusque dans les −50 °C. Néanmoins, la chaleur peut aussi être présente en été et dépasser les 20 °C. Cette zone climatique est en régression en raison des changements climatiques et pourrait éventuellement disparaître.
De faibles précipitations tombent en proportions égales sous forme de pluie et de neige. La toundra, une végétation basse aux demandes faibles en chaleur et en eau, couvre cette zone climatique.

## Ensoleillement
Dans le sud du Québec, la durée d'ensoleillement quotidien est de huit heures en décembre, période de l'année où elle est la plus courte. Des zones tempérées aux territoires nordiques du Grand Nord, la luminosité varie selon la latitude, de même que les aurores boréales et le soleil de minuit.
La durée du jour maximale au Québec atteint tout près de 20 heures, à Ivujivik.
|                   | Montréal      | Saguenay      | Schefferville | Ivujivik      |
| ----------------- | ------------- | ------------- | ------------- | ------------- |
| Lever de soleil   | 07 h 31       | 07 h 33       | 07 h 49       | 09 h 41       |
| Coucher de soleil | 16 h 13       | 15 h 51       | 15 h 01       | 14 h 39       |
| Durée du jour     | 8 h 42 m 14 s | 8 h 18 m 33 s | 7 h 12 m 35 s | 4 h 58 m 25 s |

|                   | Montréal       | Saguenay       | Schefferville  | Ivujivik       |
| ----------------- | -------------- | -------------- | -------------- | -------------- |
| Lever de soleil   | 05 h 05        | 04 h 42        | 03 h 49        | 03 h 14        |
| Coucher de soleil | 20 h 46        | 20 h 49        | 21 h 08        | 23 h 12        |
| Durée du jour     | 15 h 41 m 05 s | 16 h 06 m 45 s | 17 h 19 m 34 s | 19 h 58 m 07 s |

## Événements météorologiques

### Phénomènes extrêmes
- 2023 : Feux de forêt de 2023 au Québec
- 2022 : Ouragan Fiona dans l'est du Québec
- 2022 : Derecho du corridor Québec-Windsor
- 2019 : Inondations printanières
- 2018 : Tornades d'Ottawa et de Gatineau
- 2017 : Inondations printanières
- 2013 : Verglas massif de décembre
- 2011 : Inondations du bassin du lac Champlain et de la rivière Richelieu
- 2010 : Séisme de 2010 au Québec
- 1998 : Verglas massif de janvier
- 1997 : Séisme de 1997 à Cap-Rouge
- 1996 : Déluge du Saguenay
- 1991 : Tornade de Maskinongé
- 1989 : Séisme de 1989 en Ungava
- 1988 : Séisme de 1988 au Saguenay
- 1987 : Déluge de Montréal
- 1971 : Glissement de terrain de Saint-Jean-Vianney
- 1944 : Séisme de 1944 à Cornwall-Massena
- 1935 : Séisme de 1935 au Témiscamingue
- 1926 : Tragédie du lac Saint-Jean
- 1925 : Séisme de 1925 dans Charlevoix-Kamouraska
- 1896 : Grande inondation de Trois-Rivières
- 1732 : Séisme du 16 septembre 1732 à Montréal
- 1663 : Séisme du 5 février 1663 dans Charlevoix